# فرودگاه آبی آلیس آرم/سیلور سیتی
فرودگاه آبی آلیس آرم/سیلور سیتی (به انگلیسی: Alice Arm/Silver City Water Aerodrome) یک فرودگاه همگانی است که یک باند فرود آب دارد. این فرودگاه در کشور کانادا قرار دارد و در ارتفاع ۰ متری از سطح دریا واقع شده است.